# Letalska baza
Letalska baza je vojaška baza, ki obsega letališče (pristajalno-vzletne steze), hangarje, skladišča in prostore za osebje.  